# Herbaspirillum hiltneri
Herbaspirillum hiltneri es una bacteria gramnegativa del género Herbaspirillum. Fue descrita en el año 2006. Su etimología hace referencia al profesor Lorenz Hiltner. Es aerobia y móvil por dos o tres flagelos polares. Tiene un tamaño de 0,5-0,6 μm de ancho por 1,6-2 μm de largo. Forma colonias circulares, lisas, opacas y convexas en agar NB tras 24 horas de incubación. Catalasa y oxidasa positivas. Temperatura óptima de crecimiento de 26-34 °C. Tiene un genoma de 4,9 Mpb y un contenido de G+C de 60,9-61,5%. Se ha aislado de la rizosfera de la planta Triticum aestivum en Alemania. Aun así, no tendría capacidad de fijación de nitrógeno por ausencia de los genes necesarios, aunque posee genes para la regulación del metabolismo del nitrógeno.